# Departamento de García Rovira
García Rovira fue uno de los departamentos en que se dividía el Estado Soberano de Santander (Colombia). Tenía por cabecera a la ciudad de Concepción. El departamento comprendía territorio de la actual región santandereana de García Rovira.

## División territorial
El departamento al momento de su creación (1859) estaba dividido en los distritos de Concepción (capital), Capitanejo, Carcasí, Cepitá, Cerrito, Enciso, Guaca, Málaga, Macaravita, Molagavita, San Andrés y San Miguel.